# Teorema di Casorati-Weierstrass

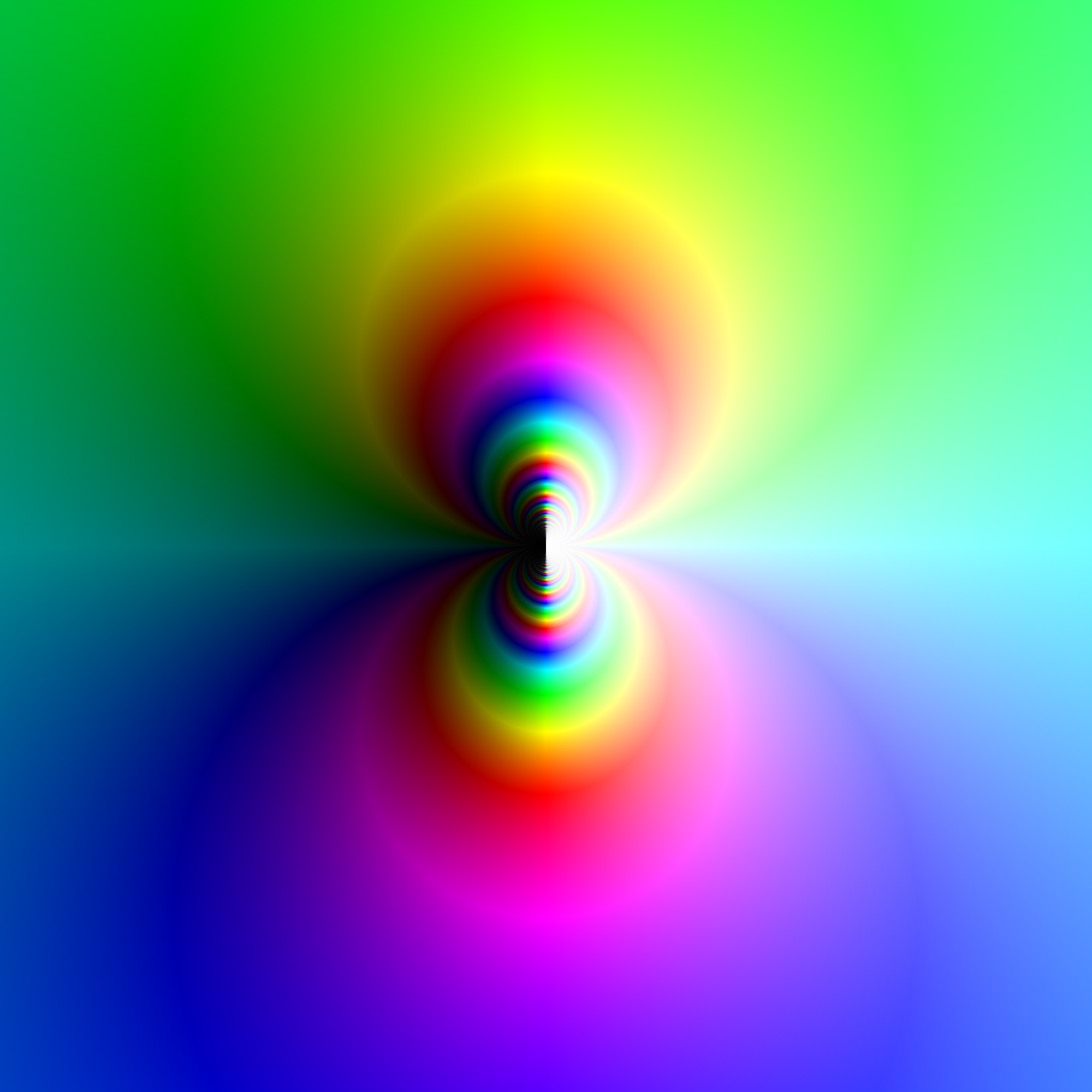
Modello del grafico di exp(1/z) centrato nella singolarità essenziale 0. La tonalità rappresenta l'argomento del valore, l'intensità il modulo. L'immagine mostra come arbitrariamente vicino allo zero la funzione assuma ogni valore e come avvicinandosi da punti diversi essa abbia comportamenti diversi.

Il teorema di Casorati-Weierstrass in analisi complessa descrive il particolare comportamento di funzioni olomorfe nei pressi di singolarità essenziali. Il teorema è così chiamato in onore di Karl Weierstraß e Felice Casorati.

## Premesse
Sia U un sottoinsieme aperto del piano complesso contenente il numero z0, e sia f una funzione olomorfa f definita in U − {z0}. Il numero complesso z0 prende il nome di singolarità essenziale per f se non esiste alcun numero naturale n tale che il limite
{\displaystyle \lim _{z\to z_{0}}f(z)\cdot (z-z_{0})^{n}}
esista. Per esempio, la funzione f(z) = exp(1/z) ha una singolarità essenziale in z0 = 0, mentre la funzione g(z) = 1/z3 no (ha infatti un polo in 0 di ordine 3).
Condizione necessaria e sufficiente perché un punto z0 sia una singolarità essenziale isolata per f è che
{\displaystyle \limsup _{z\rightarrow z_{0}}|f(z)|=\infty }
e
{\displaystyle \liminf _{z\rightarrow z_{0}}|f(z)|=0.}

## Enunciato
Se una funzione complessa olomorfa f ha una singolarità essenziale in z0, allora per ogni intorno V di z0 contenuto nel campo di olomorfia U di f,  f(V − {z0}) è denso in C.
O, equivalentemente: 
Sia ε > 0 e sia I un intorno arbitrario di z0. Per ogni numero complesso w esistono infiniti punti z ∈ I tale che |f(z) - w| < ε.

## Prima dimostrazione
Sia w un numero complesso arbitrario. Se z0 è una singolarità essenziale per f(z), è tale anche per la funzione {\displaystyle f(z)-w}. Si avrà quindi:
{\displaystyle \liminf _{z\rightarrow z_{0}}|f(z)-w|=0,}
e dalla definizione di limite inferiore segue subito il teorema.

## Seconda dimostrazione
Forniamo una seconda dimostrazione in cui non si fa uso della proprietà con il limite inferiore. La dimostrazione procede per assurdo.
Supponiamo per assurdo che {\displaystyle \exists w\in \mathbb {C} ,\exists \epsilon >0,\exists \delta >0} tali che {\displaystyle \forall z:|z-a|<\delta ,|f(z)-w|>\epsilon }. Allora
{\displaystyle \lim _{z\rightarrow a}{\frac {|f(z)-w|}{|z-a|}}=+\infty ,}
e ciò implica che la funzione {\displaystyle {\frac {f(z)-w}{z-a}}} ha un polo in {\displaystyle z=a.} Sia {\displaystyle m} il suo ordine. Dunque
{\displaystyle \lim _{z\rightarrow a}|z-a|^{m+1}{|f(z)-w|}=0}
e per la disuguaglianza triangolare
{\displaystyle |f(z)|\leq |f(z)-c|+|c|}
si ha che
{\displaystyle \lim _{z\rightarrow a}|z-a|^{m+1}|f(z)|=0.}
Ma come visto nelle premesse, questo è assurdo, poiché la funzione ha una singolarità essenziale in {\displaystyle a} e tale limite non dovrebbe esistere.

## Sviluppi
Il teorema venne considerevolmente rafforzato dal teorema di Picard che afferma che, utilizzando la notazione di cui sopra, {\displaystyle f} assume ogni valore complesso, con una sola possibile eccezione, infinite volte in {\displaystyle V.}